# Китайская государственная судостроительная корпорация

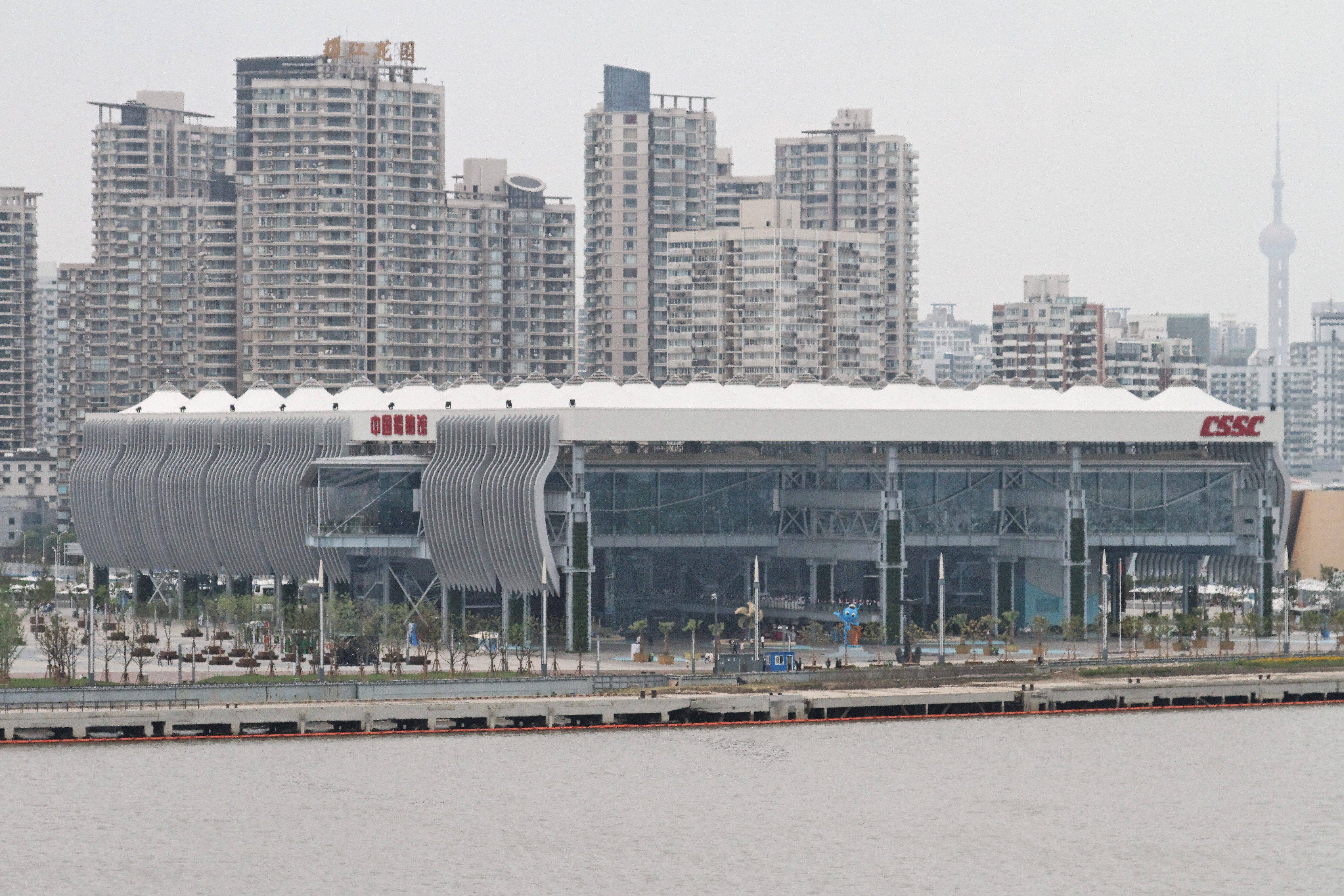
Павильон CSSC на Expo 2010 в Шанхае

China State Shipbuilding Corporation (CSSC, «Китайская государственная судостроительная корпорация») — крупнейшая судостроительная корпорация Китая и мира. Основана в 1999 году, в 2019 году объединена с China Shipbuilding Industry Corporation. Штаб-квартира расположена в Пекине, основные производственные мощности сосредоточены в городах Шанхай и Гуанчжоу. В списке Fortune Global 500 за 2021 год корпорация заняла 240-е место.
CSSC входит в десятку крупнейших военных подрядчиков Китая; корпорация разрабатывает, производит, обслуживает и ремонтирует военные, торговые и пассажирские суда, а также изготавливает различное корабельное и военное оборудование, детали и инструменты. В структуру CSSC входят 60 промышленных предприятий, дочерних фирм, научно-исследовательских и проектно-конструкторских институтов. Корпорация экспортирует свою продукцию в более чем 50 стран мира.   
Дочерние структуры CSSC имеют интересы в судоходном и логистическом бизнесе, а также в сфере производства стальных конструкций, дистрибуции и финансовых услуг. Дочерняя компания China CSSC Holdings Limited котируется на Шанхайской фондовой бирже, а дочерние компании COMEC и CSSC (Hong Kong) Shipping — на Гонконгской и Шанхайской фондовых биржах. В 2016—2017 годах China CSSC Holdings Limited имела крупные убытки.

## Предприятия
- Компания Jiangnan Shipyard была основана в 1865 году как цинский арсенал, в 2009 году в рамках работ по подготовке к Expo 2010 предприятие было перенесено из центрального Шанхая на остров Чунминдао. На заводе Jiangnan Shipyard занято свыше 10 тыс. сотрудников, тут производят авианосцы, эсминцы, корабли слежения за спутниками и межконтинентальными баллистическими ракетами, газовозы, нефтетанкеры, химические танкеры, ролкеры, балкеры, контейнеровозы, озёрные сухогрузы, суда-трубоукладчики[10]. Док №3 компании Jiangnan Shipyard является крупнейшим в Китае[11].

- Компания Hudong–Zhonghua Shipbuilding была основана в 2001 году путём слияния двух старых шанхайских верфей. Тут производят фрегаты, десантные корабли, газовозы, ролкеры, контейнеровозы и балкеры[12][13][14].

- Компания CSSC Offshore & Marine Engineering (COMEC) была основана в 1954 году, в 1993 году была реорганизована в акционерную компанию, акции которой стали котироваться на бирже. На верфях в Гуанчжоу и Фошане производят торговые суда, танкеры для перевозки нефтепродуктов, нефтяные платформы, металлические конструкции, военное, электротехническое и научное оборудование[15][16].

- Компания Shanghai Waigaoqiao Shipbuilding (SWS) производит круизные лайнеры, самоподъёмные буровые установки и суда, обслуживающие платформы[17][18][19][20].

### Судостроение и судоремонт
- Jiangnan Shipyard (Шанхай)[21]
  - CSSC Jiangnan Heavy Industry
- Hudong–Zhonghua Shipbuilding (Шанхай)
  - Shanghai Shipyard
  - Shanghai Jiangnan Changxing Shipbuilding
  - Shanghai Jiangnan Changxing Heavy Industry
  - Hudong Heavy Machinery
- CSSC Offshore & Marine Engineering (Гуанчжоу)
  - CSSC Guangzhou Longxue Shipbuilding
  - CSSC Huangpu Wenchong Shipbuilding
  - CSSC Xijiang Shipbuilding
  - CSSC Guijiang Shipbuilding
  - Guangzhou Shipyard International
- Shanghai Waigaoqiao Shipbuilding (Шанхай)
- Chengxi Shipyard

### Машиностроение
- China Shipbuilding Industry Group Power (Пекин)[22]
- CSSC Marine Diesel (Аньцин)
- Jiujiang Haitian Equipment (Цзюцзян)
- CSSC Jiujiang Changan Fire Fighting Equipment (Цзюцзян)
- CSSC Nanjing Luzhou Machine (Нанкин)
- CSSC Haizhuang Wind Power
- Jiangxi Marine Valve
- Jiangxi Chaoyang Machinery
- South China Marine Machinery
- Hua Hai Marine Cargo Access Equipment

### Инструменты
- Jiujiang Zhongchuan Instrument (Цзюцзян)
- Shanghai Marine Instrument (Шанхай)

## Дочерние компании
- China CSSC Holdings Limited
- China Shipbuilding Trading
- CSSC (Hong Kong) Shipping
- CSSC Marine Technology
- Adora Cruises[23]
- Guangzhou Dockyards
- Guangzhou Marine Engineering Corporation
- China Shipbuilding NDRI Engineering
- CSSC Wärtsilä Electrical & Automation
- Shanghai Hukai Steel Structure
- Shanghai Dongding Steel Structure
- Shanghai Huchuan Yokomori Steel Structure
- Hudong Marine Fittings
- Shanghai Hudong Marine Diesel
- Shanghai Hudong Forging
- Haiying Enterprise Group
- Zhong Chuan Finance Company
- Tianjin CSSC CCB Investment Management
- Shanghai Xinwu Industrial & Trading[24]

## Научные исследования
- Китайский институт морских технологий и экономики
- Шанхайский исследовательский институт судостроительных технологий
- Шанхайский проектно-исследовательский институт торговых судов
- Исследовательский институт технологий точного измерения (Цзюцзян)

## Продукция
Предприятия, входящие в состав China State Shipbuilding Corporation, производят военные, вспомогательные, гражданские и специальные суда (в том числе газовозы, нефтяные и химические танкеры, ролкеры, контейнеровозы, балкеры, пассажирские паромы, круизные лайнеры, суда-холодильники), буровые платформы, глубоководные поисковые аппараты, электротехническое и энергетическое оборудование, навигационное оборудование (в том числе радары и гирокомпасы), крупногабаритные стальные конструкции (в том числе мостовые), контейнеры, компоненты двигателей, оборудование для металлургической промышленности. 

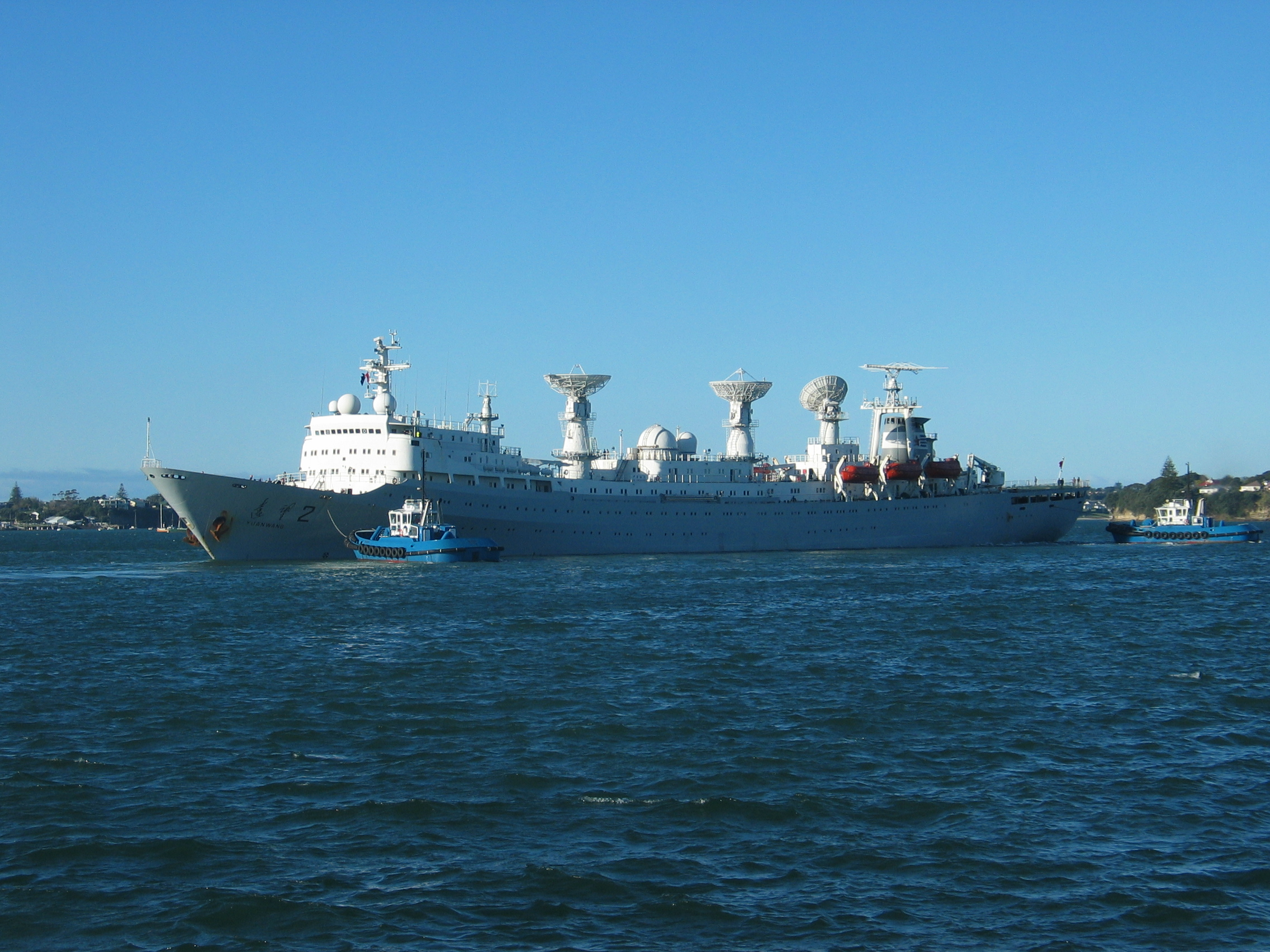
Судно слежения Yuan Wang 2
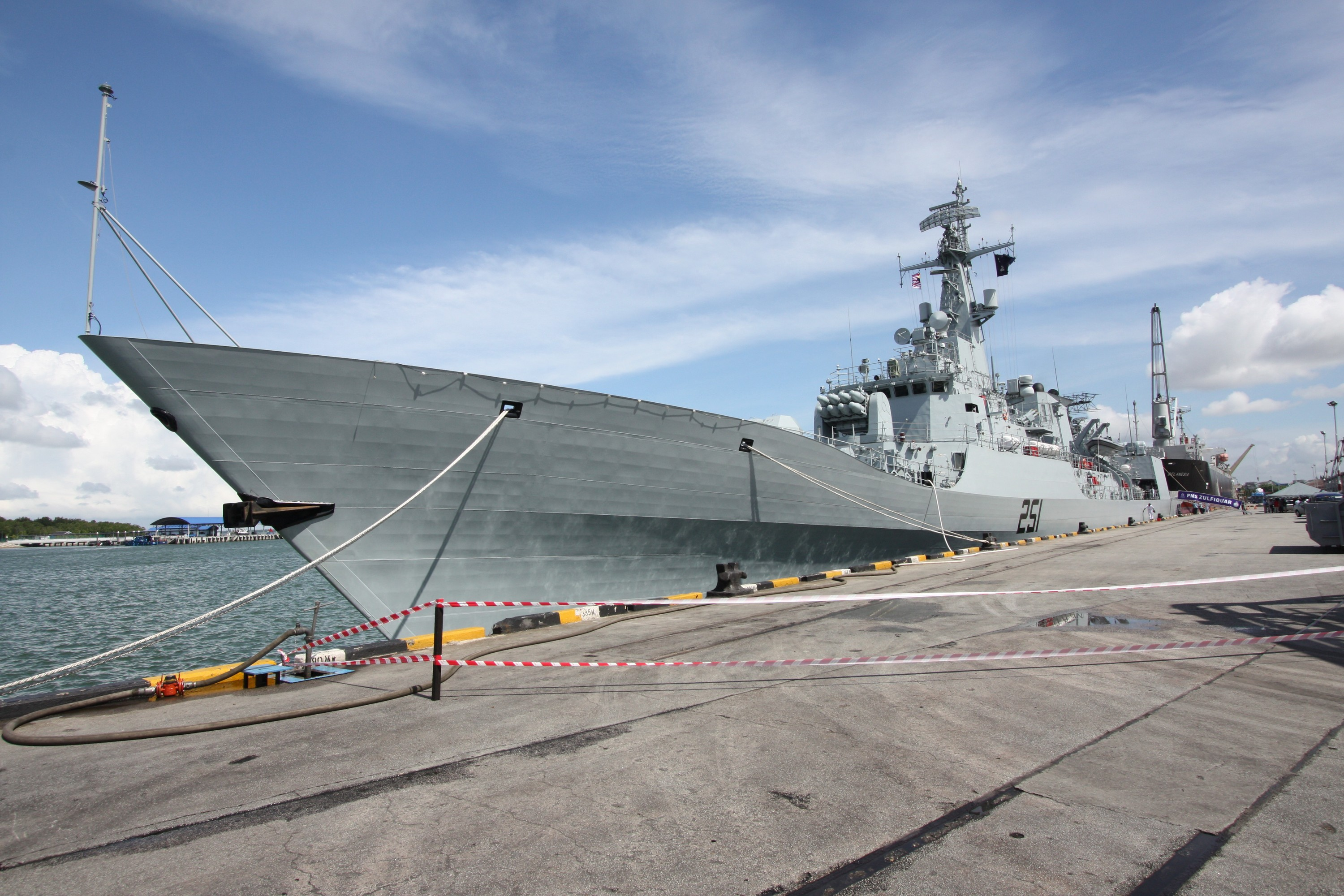
Фрегат F-22P
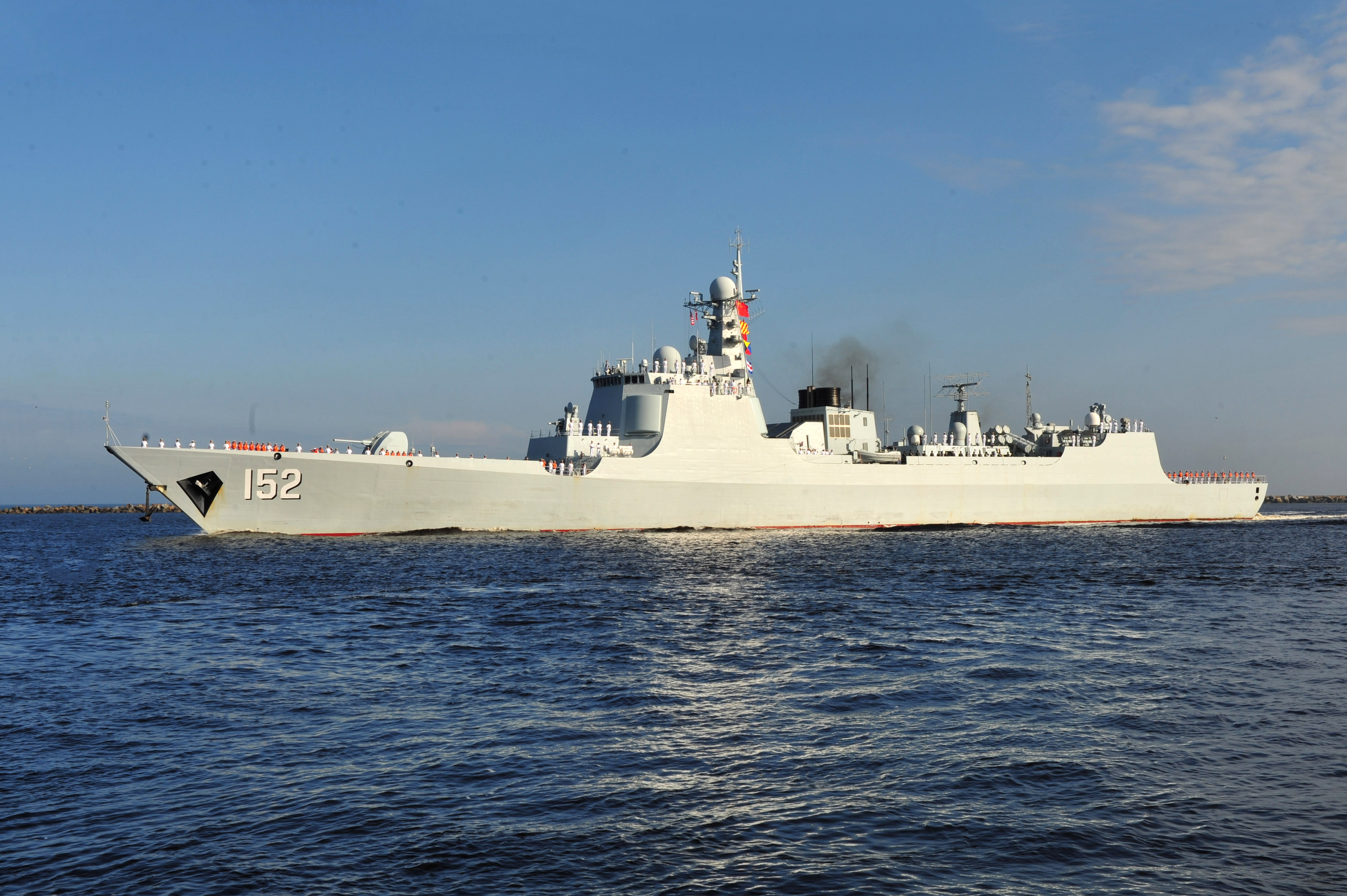
Эсминец 052C
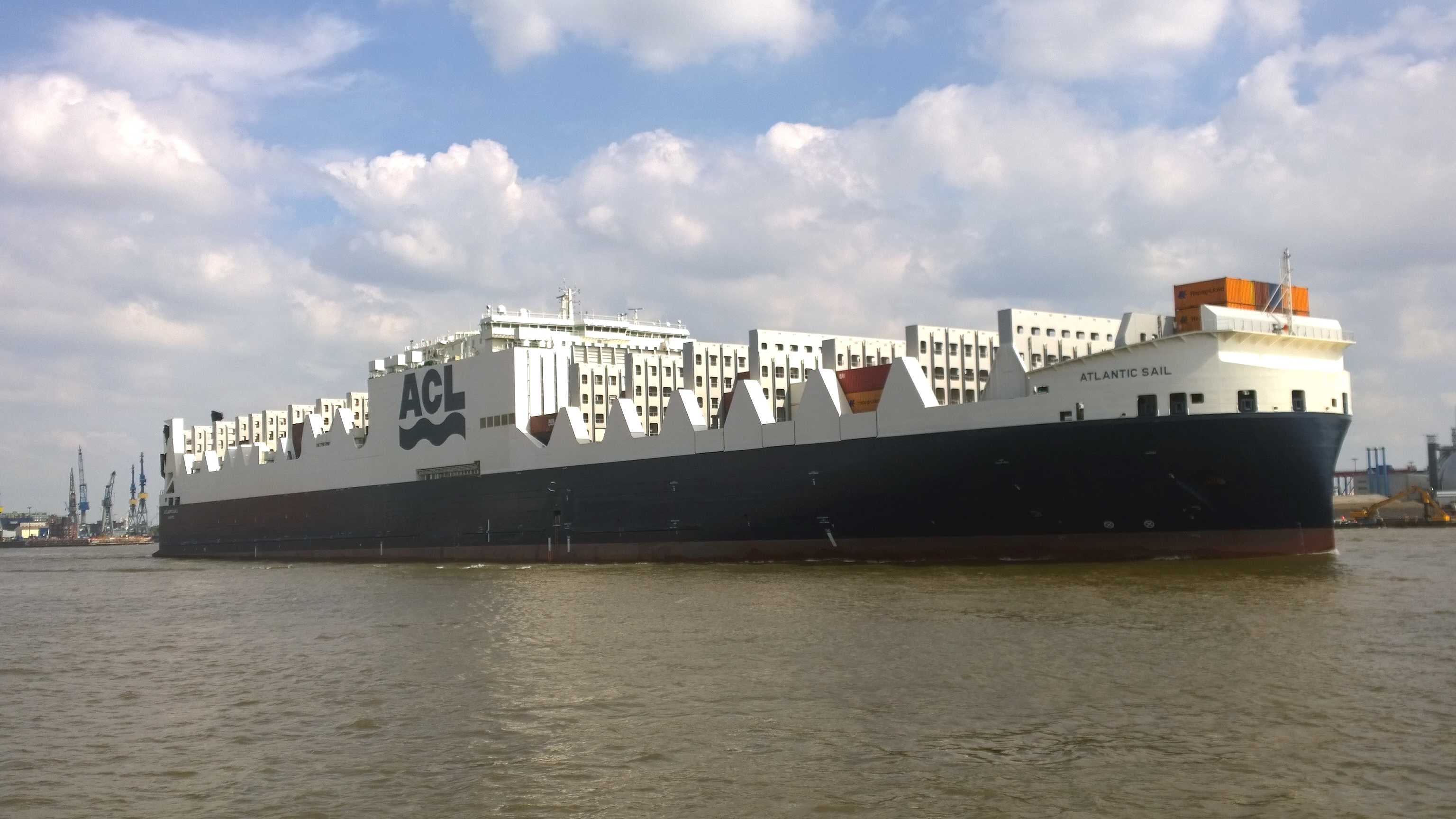
Контейнеровоз Atlantic Sail
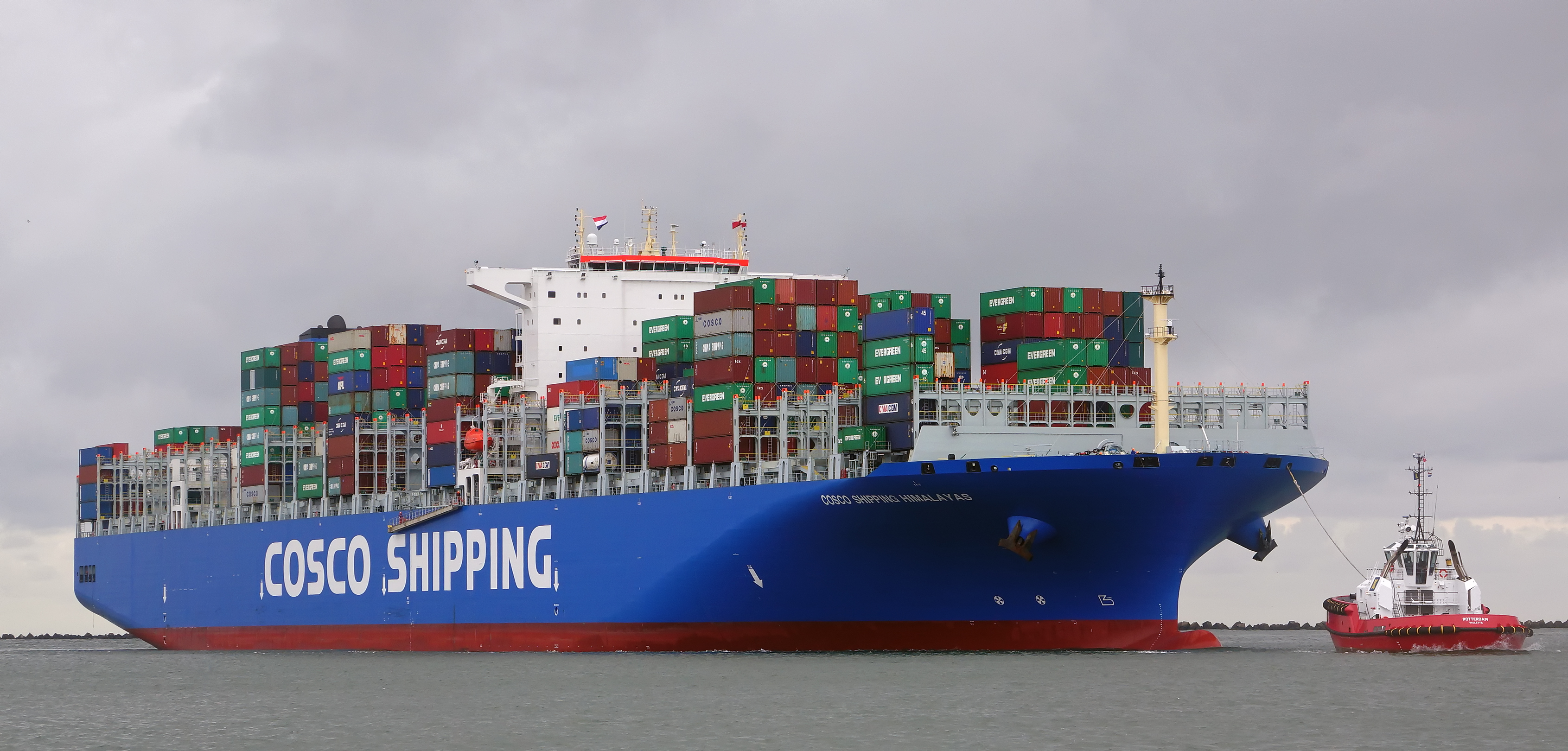
Контейнеровоз Himalayas
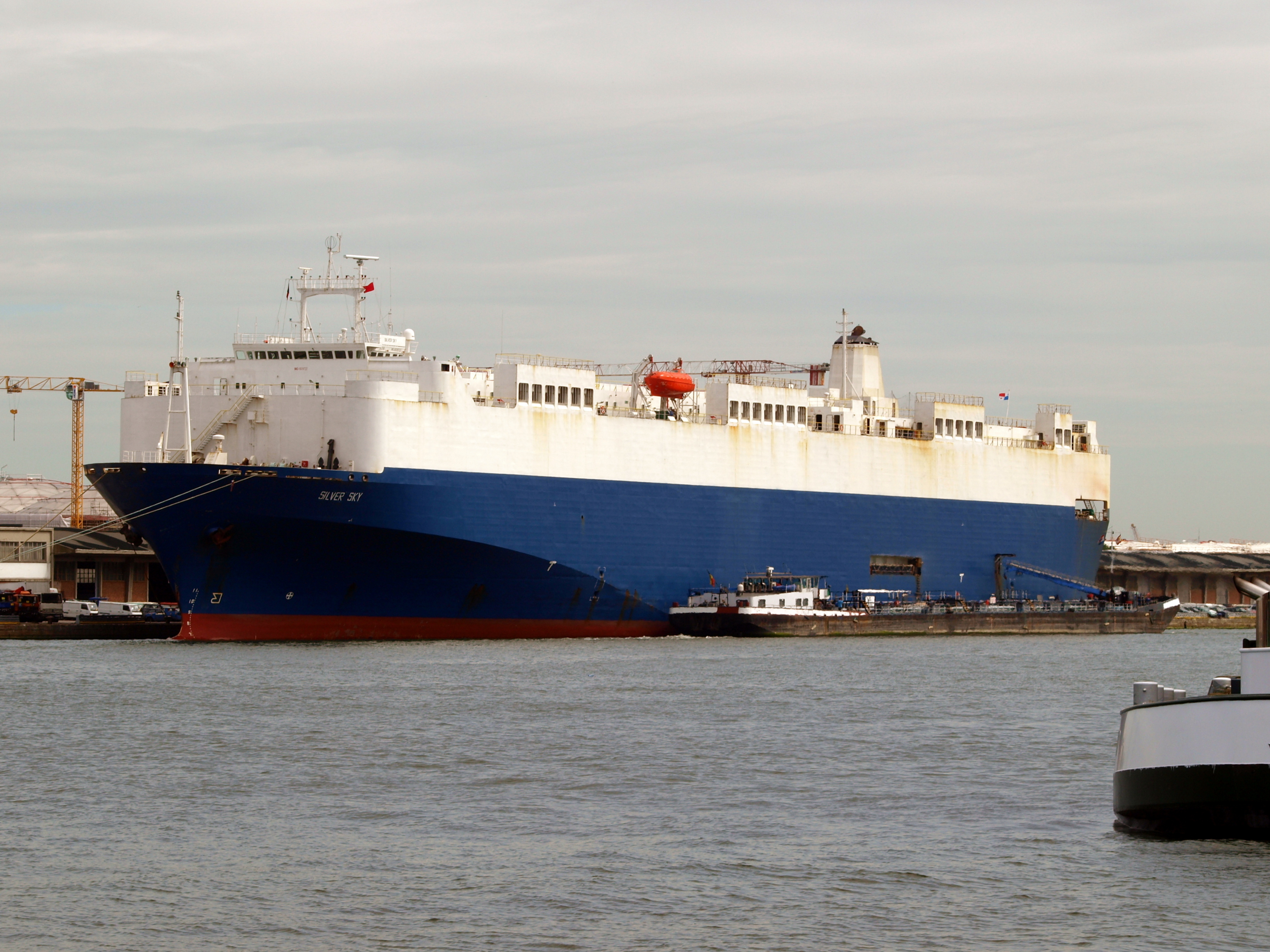
Ролкер Silver Sky
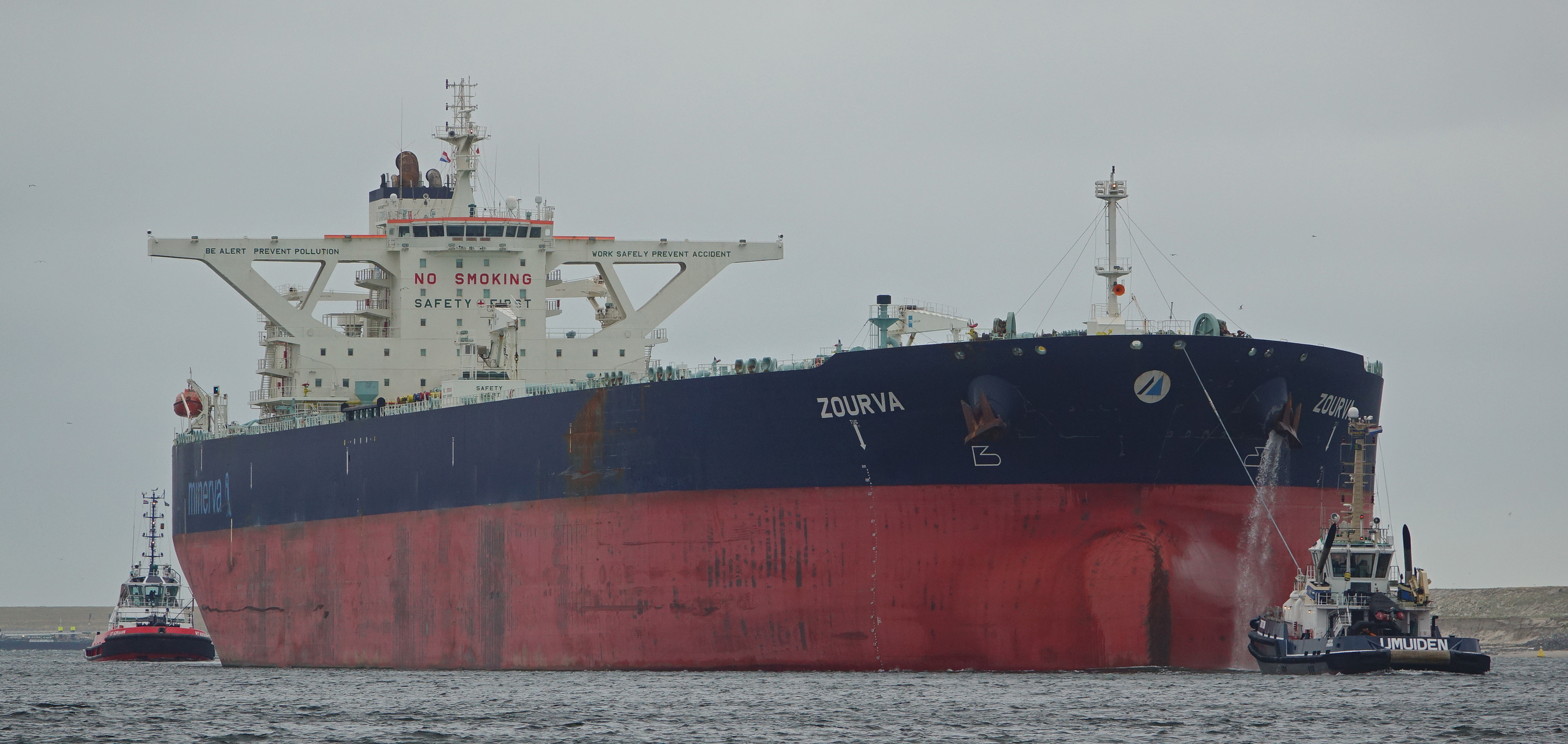
Нефтетанкер Zourva
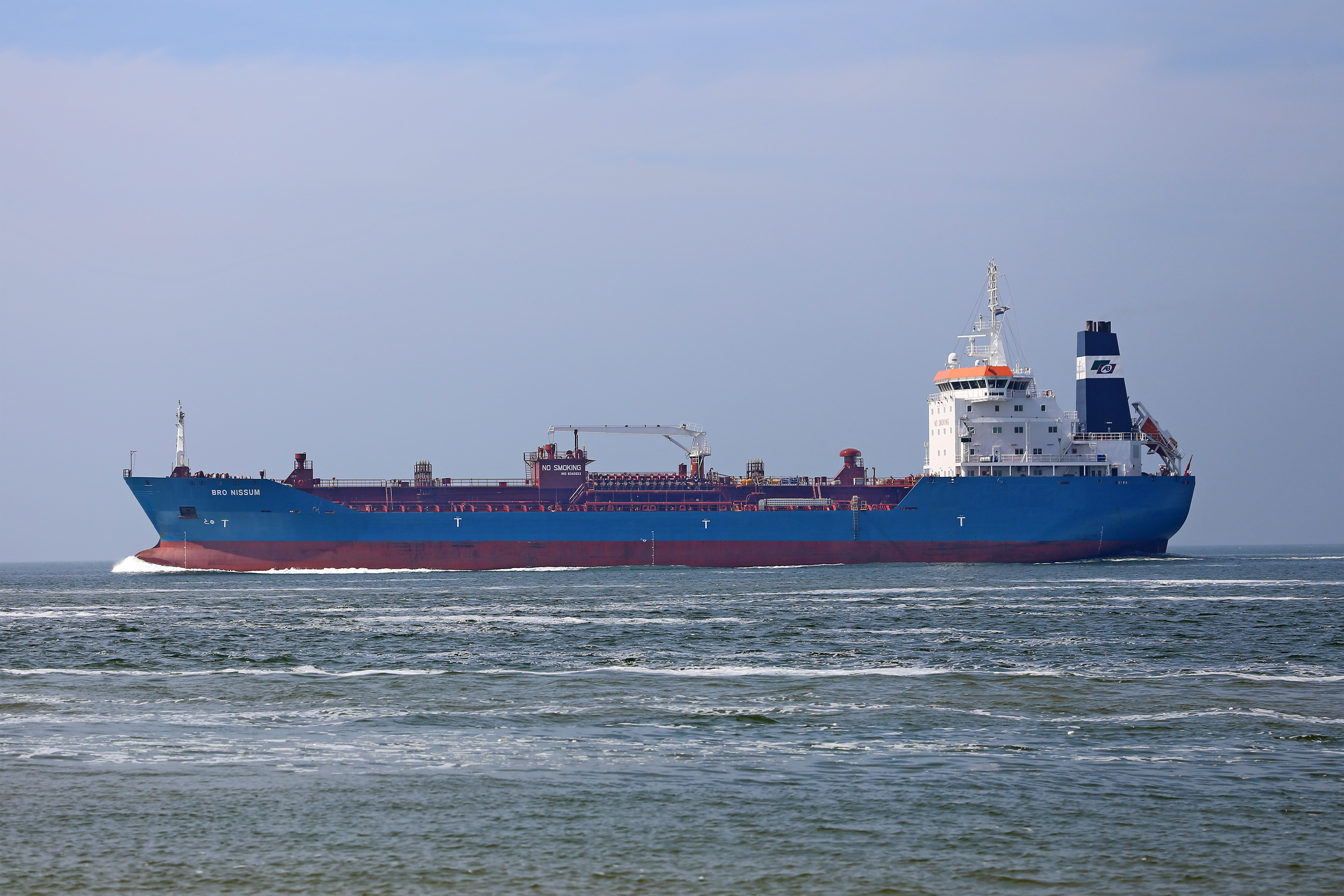
Нефтетанкер Bro Nissum
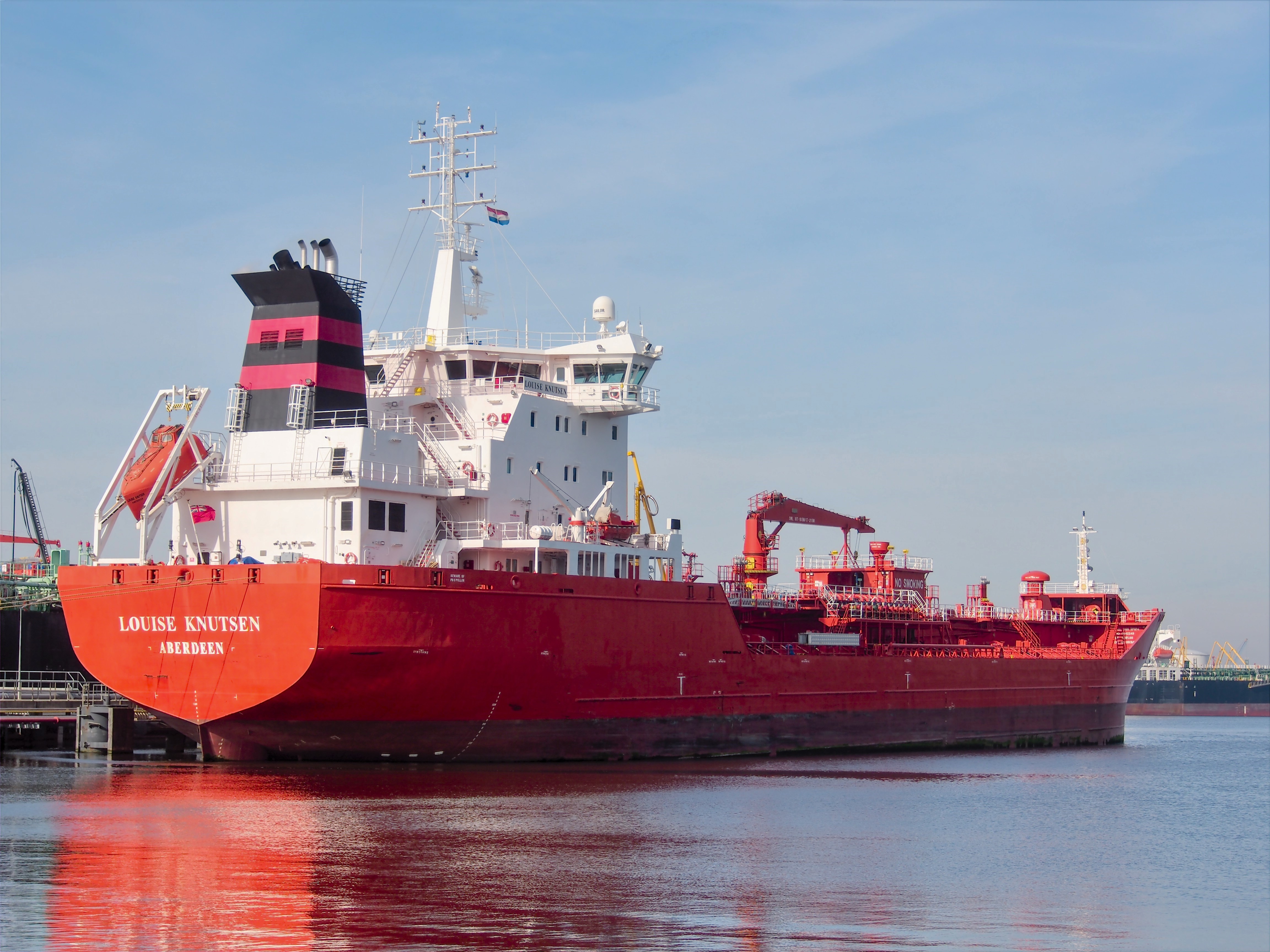
Химический танкер Louise Knutsen
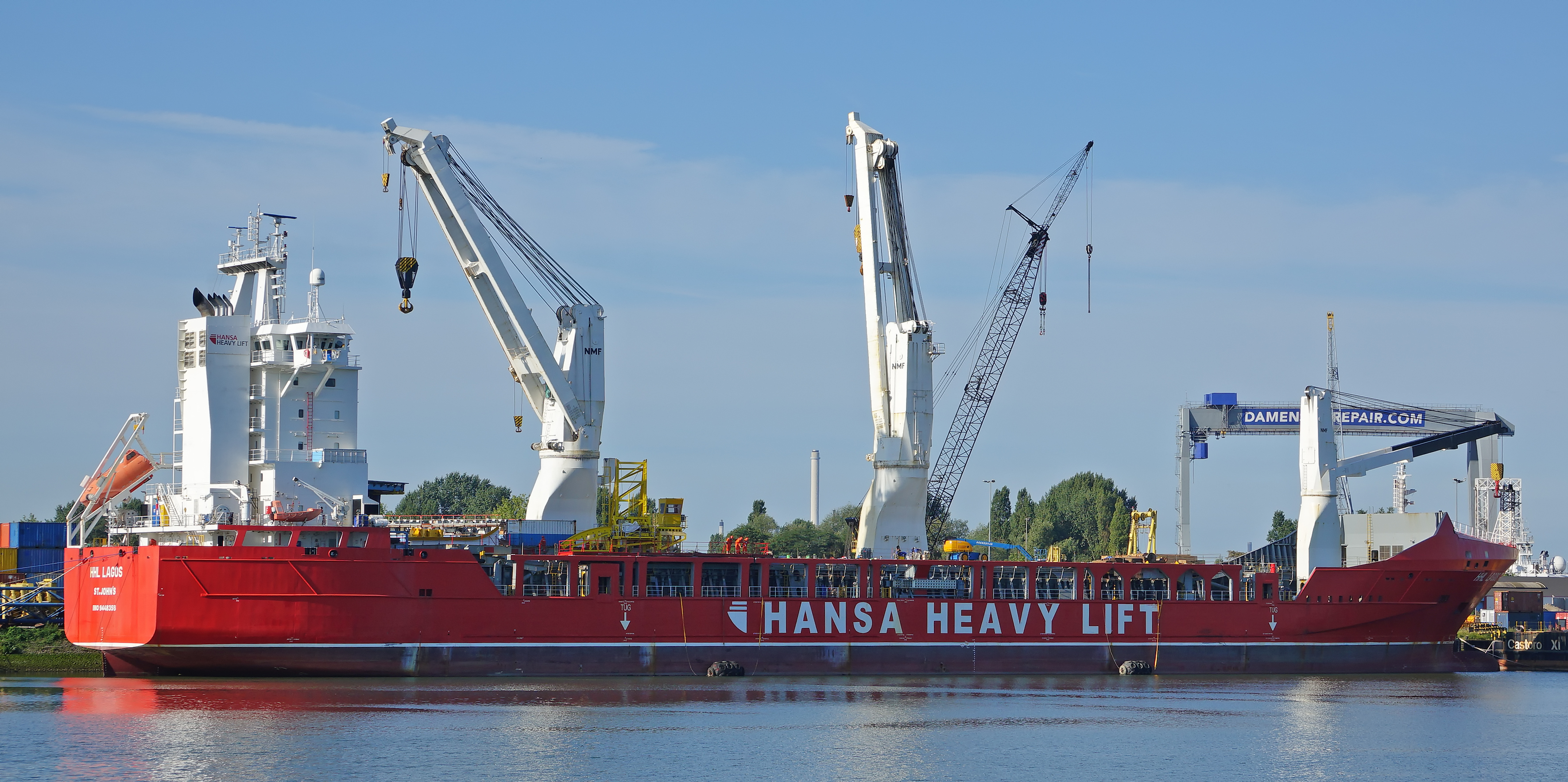
Балкер Lagos
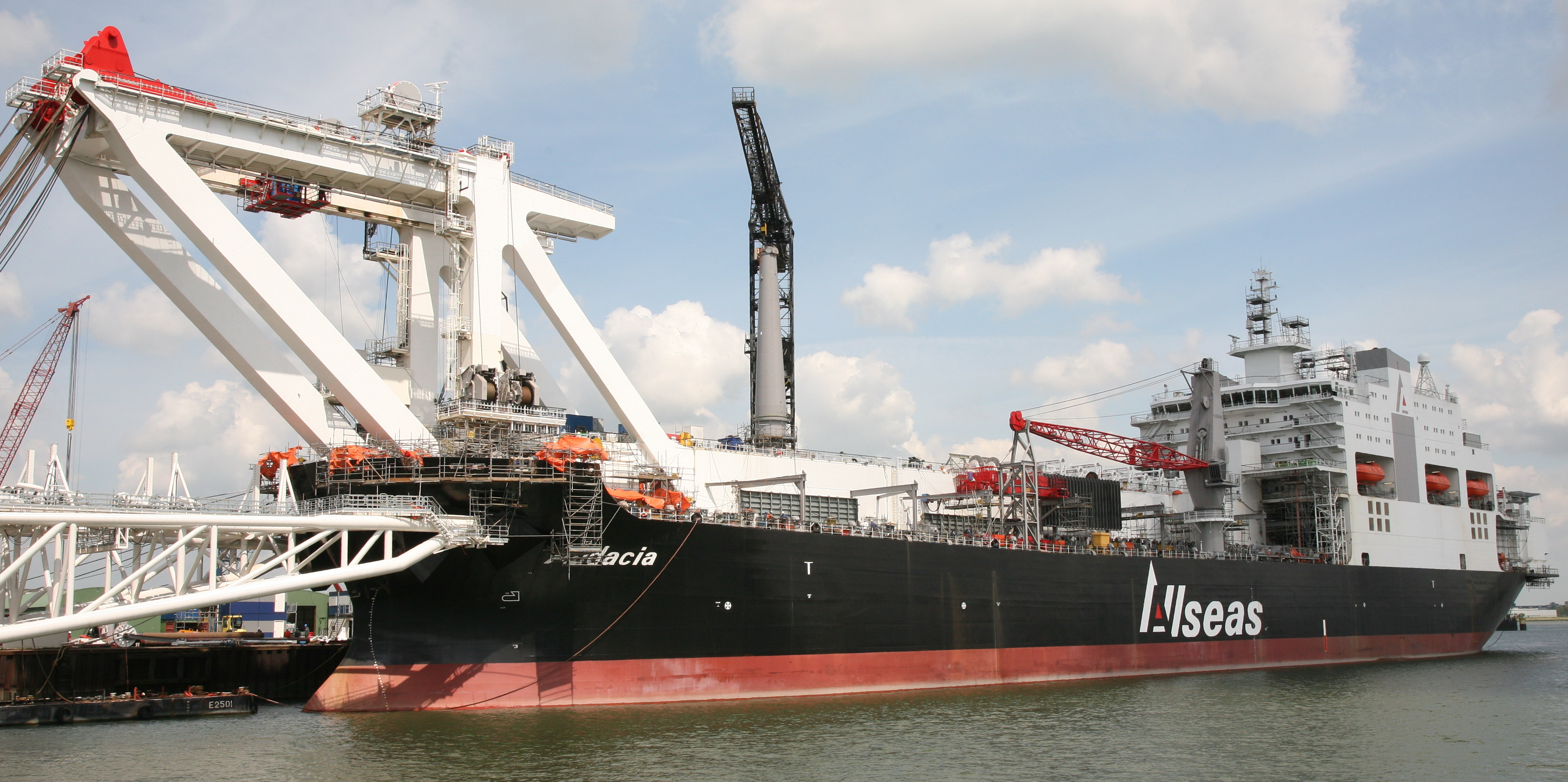
Трубоукладчик Audacia